# Аргуново (Раменский район)
Аргуно́во — деревня в Раменском муниципальном районе Московской области. Входит в состав сельского поселения Ульянинское. Население — 58 чел. (2010).

## Название
Название связано с некалендарным личным именем Аргун.

## География
Деревня Аргуново расположена в южной части Раменского района, примерно в 30 км к югу от города Раменское. Высота над уровнем моря 150 м. В 4 км к северу от деревни протекает река Ольховка. Ближайший населённый пункт — село Степановское.

## История
В 1926 году деревня являлась центром Аргуновского сельсовета Чаплыженской волости Бронницкого уезда Московской губернии.
С 1929 года — населённый пункт в составе Бронницкого района Коломенского округа Московской области. 3 июня 1959 года Бронницкий район был упразднён, деревня передана в Люберецкий район. С 1960 года в составе Раменского района.
До муниципальной реформы 2006 года деревня входила в состав Ульянинского сельского округа Раменского района.

## Население
| 1926 | 2002 | 2010 |
| ---- | ---- | ---- |
| 359  | ↘22  | ↗58  |

В 1926 году в деревне проживало 359 человек (140 мужчин, 219 женщин), насчитывалось 84 хозяйства, из которых 83 было крестьянских. По переписи 2002 года — 22 человека (12 мужчин, 10 женщин).